# Pratama Arhan
Pratama Arhan (właśc. Pratama Arhan Alif Rifai; ur. 21 grudnia 2001 w Blorze) – indonezyjski piłkarz, występujący na pozycji obrońcy w japońskim klubie Tokyo Verdy oraz w reprezentacji Indonezji. Uczestnik Pucharu Azji 2023.

## Statystyki

### Klubowe
Na podstawie:
| Klub          | Sezonów | Liga                   | Liga  | Liga   | Puchar krajowy | Puchar krajowy | Kontynentalne | Kontynentalne | Suma  | Suma   |
| Klub          | Sezonów | Liga                   | Mecze | Bramki | Mecze          | Bramki         | Mecze         | Bramki        | Mecze | Bramki |
| ------------- | ------- | ---------------------- | ----- | ------ | -------------- | -------------- | ------------- | ------------- | ----- | ------ |
| PSIS Semarang | 2       | Indonesia Super League | 9     | 0      | 4              | 2              | –             | –             | 13    | 2      |
| Tokyo Verdy   | 2       | J2 League              | 2     | 0      | 2              | 0              | –             | –             | 4     | 0      |
|               | Łącznie | Łącznie                | 11    | 0      | 6              | 2              | 0             | 0             | 17    | 2      |

### Reprezentacyjne
Na podstawie:
| Gole w reprezentacji | Gole w reprezentacji | Gole w reprezentacji | Gole w reprezentacji | Gole w reprezentacji | Gole w reprezentacji | Gole w reprezentacji | Gole w reprezentacji   |
| Lp.                  | Data                 | Miasto               | Przeciwnik           | Wynik                | Gole                 | Inne                 | Rozgrywki              |
| -------------------- | -------------------- | -------------------- | -------------------- | -------------------- | -------------------- | -------------------- | ---------------------- |
| 1.                   | 19.12.2021           | Singapur             | Malezja              | 4:1 (2:1)            | 50'                  |                      | Mistrzostwa ASEAN 2020 |
| 2.                   | 25.12.2021           | Singapur             | Singapur             | 4:2 (1:1)            | 87'                  |                      | Mistrzostwa ASEAN 2020 |
| 3.                   | 27.01.2022           | Gianyar              | Timor Wschodni       | 4:1 (0:1)            | 73' (k)              | 2 asysty             | mecz towarzyski        |

## Sukcesy
Na podstawie:

### Klubowe
- Zwycięzca Igrzysk Azji Południowo-Wschodniej 2023